# Laburrus amazon
Laburrus amazon är en insektsart som beskrevs av Alexander Fyodorovich Emeljanov 1962. Laburrus amazon ingår i släktet Laburrus och familjen dvärgstritar. Inga underarter finns listade i Catalogue of Life.